# 从化中学
从化中学全称广州市从化中学，位于中华人民共和国广东省从化区，始建于1926年，前身为明代从化学宫。1995年被评为“广东省一级学校”，2008年4月成为广东省国家级示范性普通高中。2023年11月，从化中学入选《广州市地名保护名录（第二批）》。

## 校史沿革
1495年（明弘治八年），从化知县刘宏主持创建从化学宫。1926年秋改为中学建制。1950年学校改称”从化县联合中学”，后先后改名为“从化第一中学”和“城郊中学”。1978年定为从化县重点中学。1995年评为“广东省一级学校”。2002年启动广东省国家级示范性普通高中创建工作，同年原从化八中并入，办学规模进一步扩大。